# Полторабатько, Людмила Григорьевна
Людмила Григорьевна Полторабатько (род. 19 июля 1953) — казахстанский политический деятель. Депутат Сената Парламента Республики Казахстан (2011—2017).

## Биография
Родилась 19 июля 1953 года в селе Маслянино Маслянинского района Новосибирской области.
В 1977 году окончила юридический факультет Казахского государственного университета им. С. М. Кирова по специальности «юрист».

## Трудовая деятельность
С 1971 по 1977 годы — Секретарь, делопроизводитель, судебный исполнитель народного суда Советского района города Алма-Аты.
С 1977 по 1981 годы — Консультант, старший консультант Министерства юстиции Казахской ССР.
С 1981 по 1987 годы — Судья Алма-Атинского городского суда.
С 1987 по 1995 годы — Судья Московского райсуда г. Алматы.
С 1995 по 2011 годы — Судья, председатель коллегии по гражданским и административным делам Верховного Суда Республики Казахстан.

## Выборные должности, депутатство
С 2011 по 2017 годы — Депутат Сената Парламента Республики Казахстан, член Комитета по конституционному законодательству, судебной системе и правоохранительным органам. Назначен Указом Президента Республики Казахстан.
Секретарь Комитета по конституционному законодательству, судебной системе и правоохранительным органам;
Член Межпарламентской Ассамблеи Евразийского Экономического Сообщества;
Член группы по сотрудничеству с Сенатом Королевства Бельгия, Парламентом Республики Беларусь, Рийгикоу Эстонской Республики;
Член Комиссии по регламенту и депутатской этике;

## Награды
- Орден Курмет (16 декабря 2008 года)[3]
- Орден Достык 2 степени (13 декабря 2016 года)[4][5]
- Медаль «За укрепление парламентского сотрудничества» (27 марта 2017 года, Межпарламентская ассамблея СНГ) — за особый вклад в развитие парламентаризма, укрепление демократии, обеспечение прав и свобод граждан в государствах — участниках Содружества Независимых Государств[6]
- Почётная грамота МПА СНГ (16 апреля 2015 года) — за активное участие в деятельности Межпарламентской Ассамблеи и её органов, вклад в укрепление дружбы между народами государств — участников Содружества Независимых Государств[7][8]
- Почётный знак судейского сообщества Республики Казахстан «Үш Би».
- Благодарственное письмо Первого Президента Республики Казахстан.
- Государственные юбилейные медали
- 2001 — Медаль «10 лет независимости Республики Казахстан»
- 2005 — Медаль «10 лет Конституции Республики Казахстан»
- 2006 — Медаль «10 лет Парламенту Республики Казахстан»
- 2011 — Медаль «20 лет независимости Республики Казахстан»
- 2015 — Медаль «20 лет Конституции Республики Казахстан»
- 2015 — Медаль «20 лет Ассамблеи народа Казахстана»
- 2016 — Медаль «25 лет независимости Республики Казахстан» и др.